# Francesco Miano-Petta
Francesco Miano-Petta (ur. 27 lutego 1975) – włoski zapaśnik w stylu wolnym. Olimpijczyk z Aten 2004, gdzie zajął dziesiąte miejsce w kategorii 120 kg. Trzy występy w mistrzostwach świata, 24. miejsce w 2005 i 2006. Piąty w mistrzostwach Europy w 2005. Brąz na igrzyskach śródziemnomorskich w 2005 i 2009 roku.